# Dialetto olandese
Il dialetto olandese (nome in lingua neerlandese: Hollands) è una varietà dialettale della lingua neerlandese parlata nelle due province dell'Olanda Settentrionale e dell'Olanda Meridionale ed in parte della provincia di Utrecht situate nei Paesi Bassi. Non è diffuso anche nella provincia del Flevoland, creata dal prosciugamento dei polder intorno al 1970. Anche non é diffusa  nella provincia della Frisia.
È opinione comune considerarlo la più corretta espressione della lingua neerlandese essendo il dialetto più affine a quello che dalla Nederlandse Taalunie, l'autorità linguistica per la lingua neerlandese, viene chiamato neerlandese standard.